# Gare de Reignier
La gare de Reignier est une gare ferroviaire française de la ligne d'Aix-les-Bains-Le Revard à Annemasse, située sur le territoire de la commune de Reignier-Ésery dans le département de la Haute-Savoie, en région Auvergne-Rhône-Alpes.
C'est une halte ferroviaire de la Société nationale des chemins de fer français (SNCF) desservie par les lignes L2 et L3 du Léman Express, le RER franco-valdo-genevois, et des trains TER Auvergne-Rhône-Alpes.

## Situation ferroviaire
Établie à 509 mètres d'altitude, la gare de Reignier est située au point kilométrique (PK) 84,917 de la ligne d'Aix-les-Bains-Le Revard à Annemasse, entre les gares ouvertes de La Roche-sur-Foron et d'Annemasse.

## Histoire

### Histoire de la gare
La gare est mise en service le 1884 par le PLM, en même temps que le tronçon Annecy-La Roche-sur-Foron de la ligne d'Aix-les-Bains-Le Revard à Annemasse.

### Historique de la desserte
- Le 29 septembre 1996, création d'un train quotidien Évian-les-Bains - Valence via Annemasse, La Roche-sur-Foron, Annecy, Chambéry et Grenoble (et retour).
- Le 8 décembre 2007, dernier jour de circulation du train direct quotidien Évian-les-Bains - Valence-Ville via Annemasse, Annecy, Chambéry et Grenoble (et retour).
- Le 9 décembre 2007, mise en service de la première phase de l'horaire cadencé sur l'ensemble du réseau TER Rhône-Alpes et donc pour l'ensemble des circulations ferroviaires régionales.
- Le 12 décembre 2010, création d'un train Évian-les-Bains - Grenoble les dimanches soir avec retour les vendredis soir pour les étudiants de l'Académie de Grenoble avec desserte de la gare de Grenoble-Universités-Gières.
- Le 27 novembre 2011, dernier jour de la circulation Genève-Eaux-Vives et Saint-Gervais-les-Bains-Le Fayet pour cause de fermeture provisoire de la gare des Eaux-Vives en vue du projet de la ligne CEVA.
- Le 14 décembre 2019, la relation quotidienne Saint-Gervais-les-Bains-Le Fayet ↔ Lyon-Part-Dieu (via Sallanches - Combloux - Megève – Cluses – Bonneville – La Roche-sur-Foron – Annemasse – Bellegarde – Culoz – Ambérieu-en-Bugey) devient saisonnière (uniquement les samedis d'hiver)[2].
- Le 15 décembre 2019, mise en service des rames automotrices Léman Express Coppet ↔ Annecy ou Saint-Gervais-les-Bains-Le Fayet (via Genève-Cornavin, Annemasse et La Roche-sur-Foron).

## Service des voyageurs

### Accueil
Halte SNCF, c'est un point d'arrêt non géré (PANG) à accès libre, avec néanmoins un bâtiment voyageurs, sans guichet, ouvert tous les jours.

### Desserte
La gare de Reignier est desservie :
- par la ligne L2 du Léman Express sur la relation Coppet ↔ Annecy, Genève-Cornavin, Annemasse et  La Roche-sur-Foron[4] ;
- par la ligne L3 du Léman Express sur la relation Coppet ↔ Saint-Gervais-les-Bains-Le Fayet via Genève-Cornavin, Annemasse,  La Roche-sur-Foron, Cluses et Sallanches - Combloux - Megève[4] ;

- par des trains TER Auvergne-Rhône-Alpes  sur la relation Bellegarde ↔ Saint-Gervais-les-Bains-Le Fayet via  Annemasse, La Roche-sur-Foron, Cluses et Sallanches - Combloux - Megève (en provenance de Lyon-Part-Dieu certains samedis d'hiver).

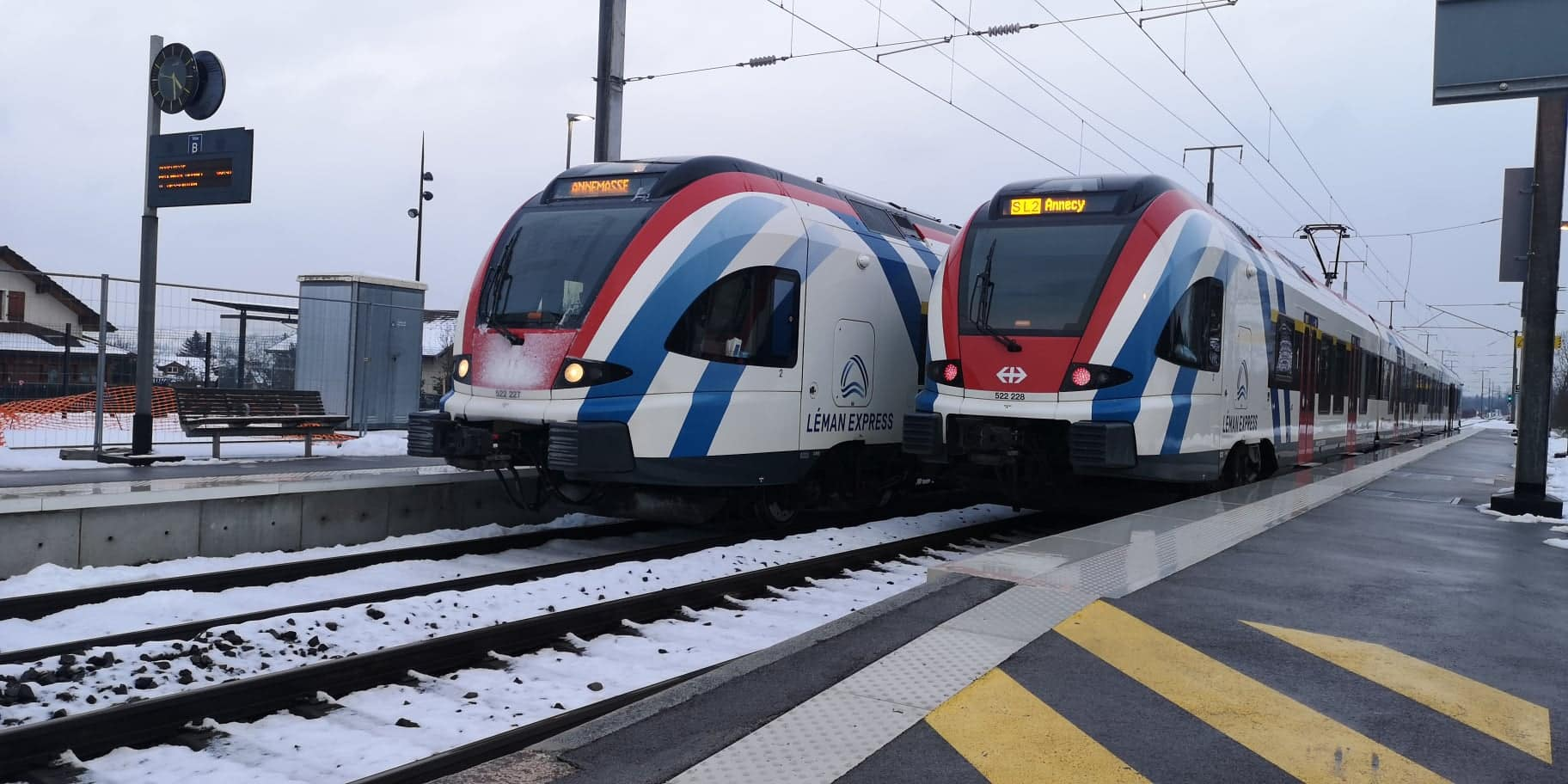
La gare de Reignier est desservie par les lignes L2 et L3 du Léman Express.

### Intermodalité
Un parking pour les véhicules y est aménagé. La gare est desservie par les lignes C et I du réseau intercommunal Proxim'iTi.